# まり (シナリオライター)
まりは、CIRCUS所属の日本のシナリオライター、イラストレーター。

## 人物
シナリオライターではあるが、独特のタッチのイラストを描き、スタッフの似顔絵などを手掛ける。初代D.C.メインスタッフの内の数少ない残留スタッフで、主要メンバー脱退後のシリーズ作品を担っている。D.C.IIシリーズには参加していない。

## 主な作品

### シナリオ

#### コンシューマーゲーム
- D.C.P.S. 〜ダ・カーポ〜 プラスシチュエーション（角川書店）
- 舞-HiME 運命の系統樹（マーベラスインタラクティブ）
- D.C. Four Seasons 〜ダ・カーポ〜 フォーシーズンズ（角川書店）
- D.C. the Origin 〜ダ・カーポ〜 ジ オリジン（Sweets）
- D.C.I.F. 〜ダ・カーポ〜 イノセントフィナーレ（Sweets）

#### PCゲーム
- RISE（RISE）
- Aries（CIRCUS）
- 闇鍋Aries 〜明日への挑戦状〜（CIRCUS）
- Infantaria（CIRCUS）
- メイドの館 絶望編（メイド倶楽部）
- D.C. 〜ダ・カーポ〜（CIRCUS NORTHERN）
- D.C. White Season 〜ダ・カーポ ホワイトシーズン〜（CIRCUS NORTHERN）
- Infantaria XP
- Aries PureDream / LoveDream
- D.C.P.C. 〜ダ・カーポ〜 プラスコミュニケーション（CIRCUS NORTHERN）
- D.C. Summer Vacation 〜ダ・カーポ サマーバケーション〜（CIRCUS NORTHERN）
- 舞-HiME 運命の系統樹 修羅（CIRCUS METAL）
- C.D.Christmas Days 〜サーカスディスク クリスマスデイズ〜（CIRCUS）
- CircusLand I 〜ドキ! ヒロインいっぱい初音島★コスプレミスコン祭り♪よりどりみどりで♪好きな子選んで着せ替え育成デートだょ 兄さん♪〜（CIRCUS）
- 恋夏 〜れんげ〜（JOKER）
- D.C.After Seasons 〜ダ・カーポ〜 アフターシーズンズ（CIRCUS NORTHERN）
- C.D.C.D.2 〜シーディーシーディー2〜（CIRCUS）
- Princess Party 〜プリンセスパーティー〜（CIRCUS）
- けい☆てん（k-ten）
- D.C. Dream X'mas 〜ダ・カーポ〜 ドリームクリスマス（CIRCUS）
- ラブらブライド（チュアブルソフト）

#### ドラマCD
- A.C.D.C.II 年の瀬は大忙し! 誰と過ごすの!?

### 原画
- ガッデーム&ジュテーム（CIRCUS）